# Età dell'oro dei videogiochi arcade
L'età dell'oro dei videogiochi arcade è il periodo di tempo compreso, generalmente, tra la fine degli anni settanta e l'inizio degli anni ottanta del XX secolo, nel quale i videogiochi arcade conobbero il loro massimo splendore, sia per qualità che per popolarità: molti titoli di quest'epoca sono entrati nell'immaginario collettivo, partendo da Space Invaders per passare a Pac-Man e Mario Bros.
Non esiste una datazione precisa del periodo: secondo Walter Day di Twin Galaxies è cominciata il 18 gennaio 1982, per terminare il 5 gennaio 1986; il giornalista del settore Steven L. Kent, nel suo libro The Ultimate History of Video Games, la colloca fra il 1978, anno di Space Invaders, e il 1983, anno della crisi dei videogiochi. Anche il giornalista Jason Whittaker, nel suo libro The Cyberspace Handbook, vede la pubblicazione di Space Invaders come il punto d'inizio dell'età dell'oro dei videogiochi.

## Motivi
Dopo qualche anno dalla loro introduzione al grande pubblico (avvenuta all'inizio degli anni settanta con Pong), i videogiochi stavano rapidamente maturando. L'hardware era ancora poco sviluppato, e questo costringeva i programmatori e i designer a porre la loro attenzione esclusivamente alla giocabilità: questo rendeva i titoli molto semplici da padroneggiare, rendendoli fruibili a chiunque nel giro di poche partite. Negli Stati Uniti d'America ci fu una grande diffusione di sale giochi, anche se le macchine venivano installate anche in bar, supermercati, benzinai e altri luoghi.

## Innovazioni
Per sopperire alle limitazioni dell'hardware, alcune aziende (Atari in particolare) svilupparono videogiochi utilizzando la grafica vettoriale monocromatica: ne sono esempio giochi come Asteroids e Battlezone che, nonostante la povertà di colori rispetto alla grafica raster, aumentavano il realismo (grazie ad animazioni più fluide e a una grafica più definita) e miglioravano la risposta dei comandi.
Nel 1983 uscì Dragon's Lair, primo titolo ad utilizzare la tecnologia LaserDisc per la riproduzione di filmati in qualità cinematografica.
In questo periodo cominciarono ad apparire anche periferiche differenti da joystick e pulsanti, come trackball (Missile Command), volanti (Night Driver), light gun (Hogan's Alley).

## Generi
Con l'enorme successo dei primi giochi della fine degli anni '70, molti sviluppatori si buttarono a capofitto nell'industria. Molti copiavano l'idea alla base di Space Invaders, cioè sparare a bersagli in movimento: fra i "cloni" più riusciti Galaxian e Galaga, entrambi della Namco. Altri invece si dedicarono a creare nuovi concetti, realizzando ad esempio il puzzle game Qix o il platform Donkey Kong.

## Titoli più rappresentativi

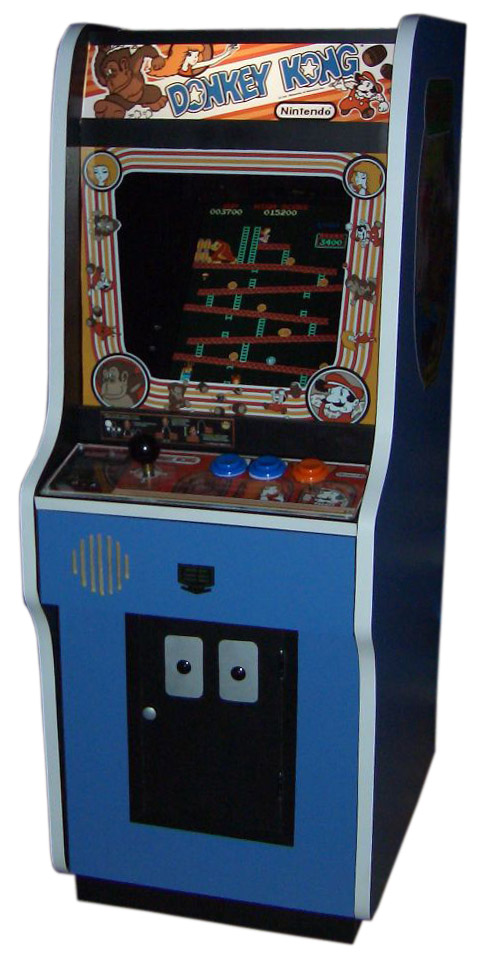
Cabinato di Donkey Kong

1978
- Space Invaders

1979
- Asteroids
- Galaxian
- Lunar Lander

1980
- Battlezone
- Berzerk
- Missile Command
- Pac-Man
- Phoenix
- Rally-X
- Star Castle

- Wizard of Wor

1981
- Centipede
- Defender
- Donkey Kong
- Frogger
- Galaga
- Gorf
- Ms. Pac-Man
- Qix
- Scramble
- Tempest
- Vanguard

1982
- BurgerTime
- Dig Dug
- Joust
- Donkey Kong Jr.
- Moon Patrol
- Mr. Do!
- Pole Position
- Q*bert
- Robotron: 2084
- Time Pilot
- Tron
- Xevious
- Zaxxon

1983
- Dragon's Lair
- Elevator Action
- Gyruss
- Mappy
- Mario Bros.
- Spy Hunter
- Star Wars
- Tapper
- Track & Field